# Eurytemora
Eurytemora is een geslacht van eenoogkreeftjes uit de familie van de Temoridae.
De wetenschappelijke naam van het geslacht is voor het eerst geldig gepubliceerd in 1881 door Wilhelm Giesbrecht. Hij beschreef de nieuwe soort Eurytemora hirundo, waarbij hij Eurytemora als ondergeslacht van Temora invoerde (een tweede ondergeslacht noemde hij Halitemora). E. hirundo (nu beschouwd als synoniem van E. affinis) werd gevonden in de haven van Kiel.
Deze kreeftjes maken deel uit van zoöplankton en voeden zich met fytoplankton. Ze komen voor in brak water, onder meer in estuaria in Europa en Noord-Amerika. Soms komen ze ook in zoet water voor. Eurytemora clausii bijvoorbeeld is aangetroffen in Possil Marsh, een Schots loch nabij Glasgow. Eurytemora affinis is een wijdverbreide soort in Europa en Noord-Amerika die men onder meer in Nederland heeft waargenomen in het Hollandsch Diep en Haringvliet, maar ook aan de andere kant van de Atlantische Oceaan onder meer in de Chesapeake Bay, waar ze is onderzocht als bio-indicator voor waterverontreiniging.

## Soorten
Het geslacht omvat volgende soorten:
- Eurytemora affinis (Poppe, 1880)
- Eurytemora americana Williams, 1906
- Eurytemora arctica Wilson M.S. & Tash, 1966
- Eurytemora asymmetrica Smirnov, 1935
- Eurytemora bilobata Akatova, 1949
- Eurytemora brodskyi Kos, 1993
- Eurytemora canadensis Marsh, 1920
- Eurytemora carolleeae Alekseev & Souissi, 2011
- Eurytemora caspica Sukhikh & Alekseev, 2013
- Eurytemora clausii (Hoek, 1876)
- Eurytemora composita Keiser, 1929
- Eurytemora foveola Johnson M.W., 1961
- Eurytemora gracilicauda Akatova, 1949
- Eurytemora gracilis (Sars G.O., 1898)
- Eurytemora grimmi (Sars G.O., 1897)
- Eurytemora herdmani Thompson I.C. & Scott A., 1897, In Thompson, Scott & Herdman, 1897
- Eurytemora kurenkovi Borutsky, 1961
- Eurytemora lacinulata (Fischer, 1853)
- Eurytemora lacustris (Poppe, 1887)
- Eurytemora minor Behning, 1938
- Eurytemora pacifica Sato, 1913
- Eurytemora raboti Richard, 1897
- Eurytemora richingsi Heron & Damkaer, 1976
- Eurytemora velox (Lilljeborg, 1853)
- Eurytemora wolterecki Mann, 1940
- Eurytemora yukonensis Wilson M.S., 1953